# Вулиця Нарбутівська (Черкаси)
Вулиця На́рбутівська — вулиця у Черкасах. Починається від вулиці Богдана Хмельницького і простягається на південний схід. В середній частині впирається у вулицю В'ячеслава Чорновола, через що трохи зміщується на південь і продовжується далі по початковому напрямку. Впирається у вулицю Петра Дорошенка, де створено невелику розв'язку.

## Історія та забудова
Вулиця була створена 1941 року і названа на честь Григорія Петровського. В роки німецької окупації 1941—1943 років мала назву вулиця Короленка. В невеликий період 1957—1960 років мала назву вулиця Димитрова. 22 лютого 2016 року вулиця отримала сучасну назву на честь родини українських художників Георгія та Данила Нарбутів.
Вулиця вузька, забудована як приватним, так і багатоповерховими будинками. У 1967 році до вулиці приєднано провулки Гайдара та Петровського.